# Neosucs
Els neosucs (Neosuchia, gr. "cocodrils nous") són un clade d'arcosaures crocodiliformes mesoeucrocodilians que aparegueren a principis del període Juràssic, en el Sinemurià, fa 196 milions d'anys i sobreviuen fins al present. En aquest grup s'inclouen tots els crocodilians moderns amb els seus parents més propers formant un grup corona.